# Grimbosq
Grimbosq ist eine französische Gemeinde mit 284 Einwohnern (Stand: 1. Januar 2022) im Département Calvados in der Region Normandie. Sie gehört zum Arrondissement Caen und zum Kanton Le Hom.

## Geografie
Grimbosq liegt rund 16 Kilometer südsüdwestlich von Caen. Umgeben wird die Gemeinde von den Nachbargemeinden Amayé-sur-Orne im Norden, Mutrécy im Nordosten, Boulon im Osten, Saint-Laurent-de-Condel im Südosten, Les Moutiers-en-Cinglais im Süden, Montillières-sur-Orne im Südwesten und Westen sowie Sainte-Honorine-du-Fay im Nordwesten.
Grimbosqs Fläche ist zu mehr als 50 Prozent bewaldet.

## Bevölkerungsentwicklung
| Jahr                              | 1793 | 1836 | 1876 | 1926 | 1946 | 1968 | 1990 | 1999 | 2019 |
| Einwohner                         | 401  | 433  | 340  | 193  | 165  | 193  | 285  | 302  | 283  |
| Quellen: Cassini, EHESS und INSEE |      |      |      |      |      |      |      |      |      |

## Sehenswürdigkeiten
- Kirche Saint-Pierre aus dem 19. Jahrhundert
- Reste einer Motte samt Befestigungen aus dem 11. Jahrhundert, seit 1988 als Monument historique klassifiziert[2]
- Wegkapelle Saint-Anne
- Lavoirs

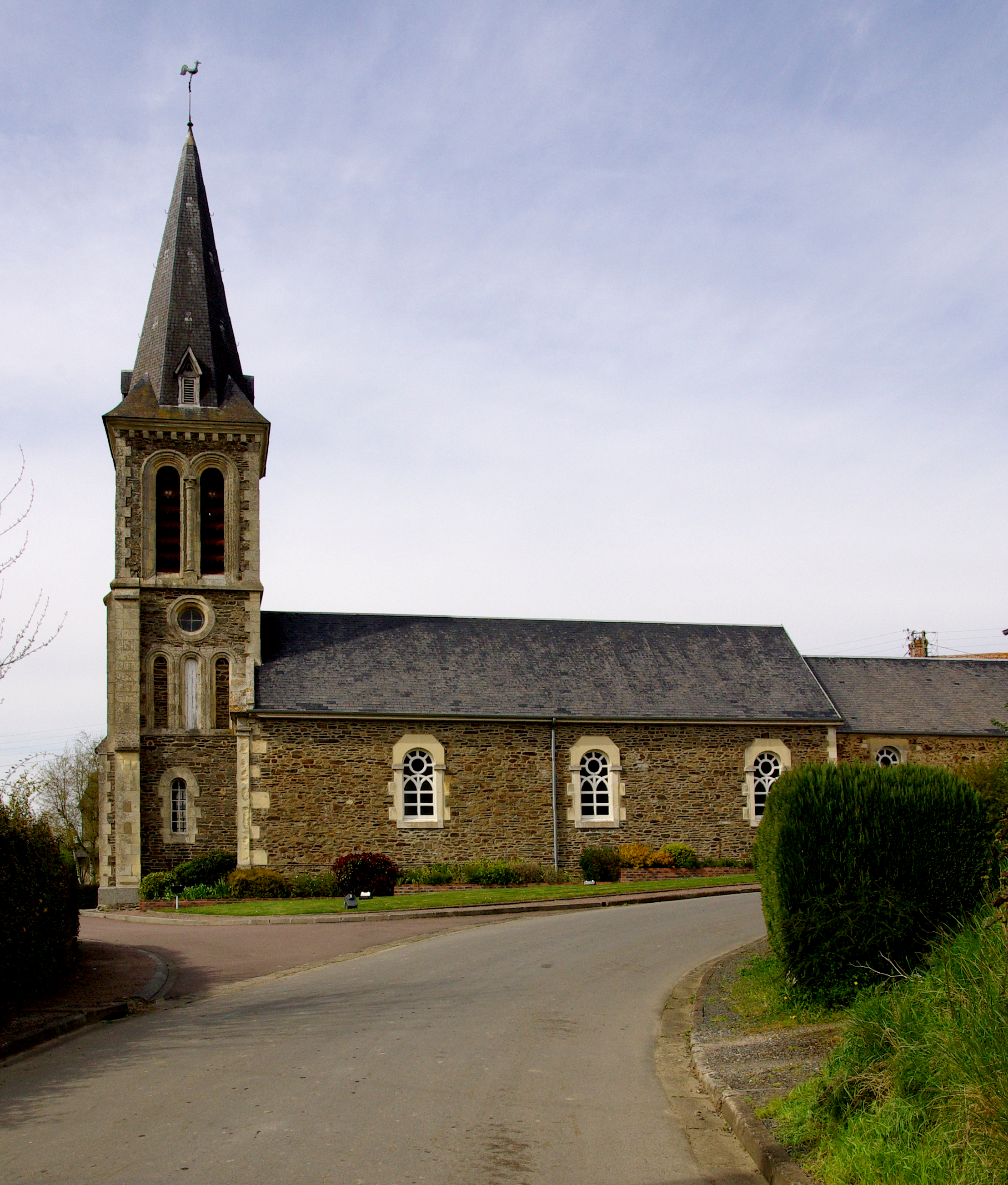
Kirche Saint-Pierre
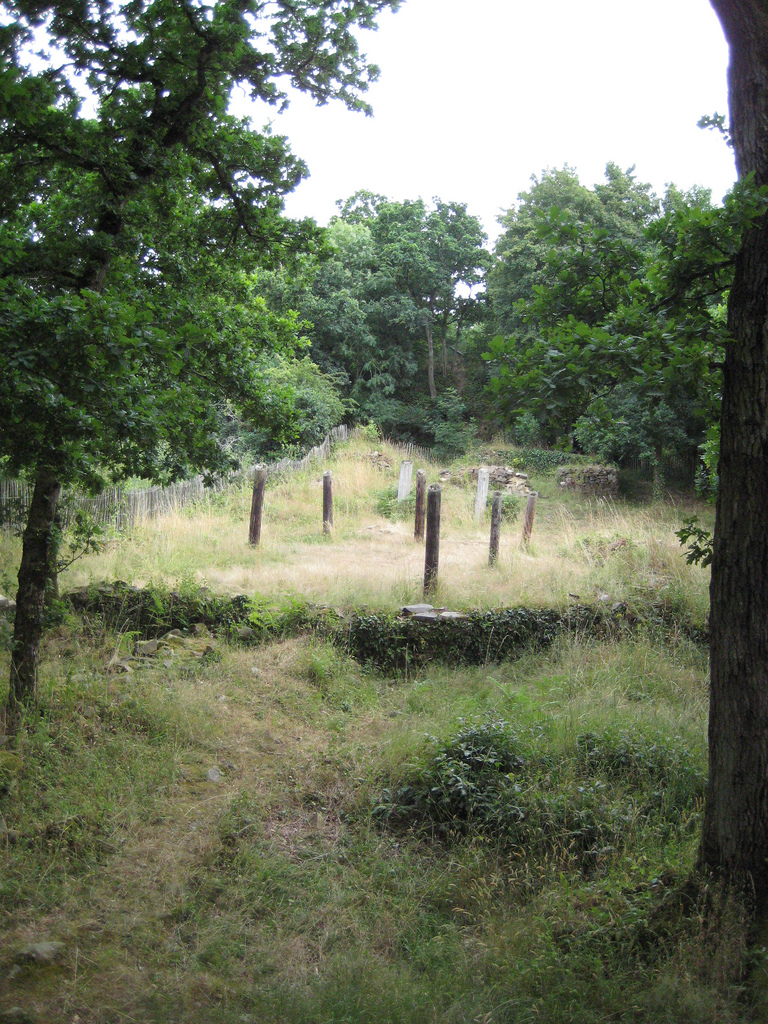
Motten-Reste
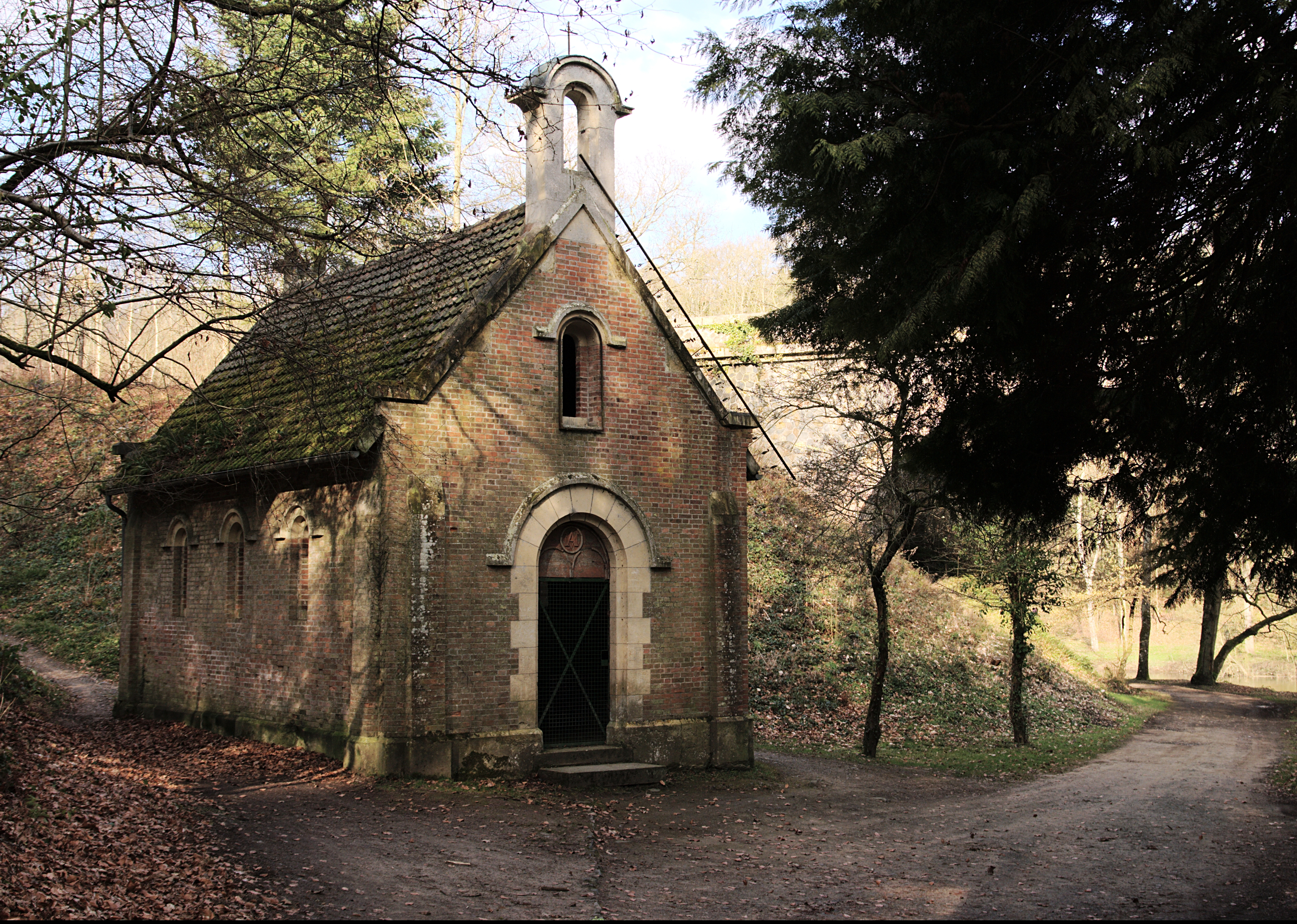
Kapelle Saint-Anne
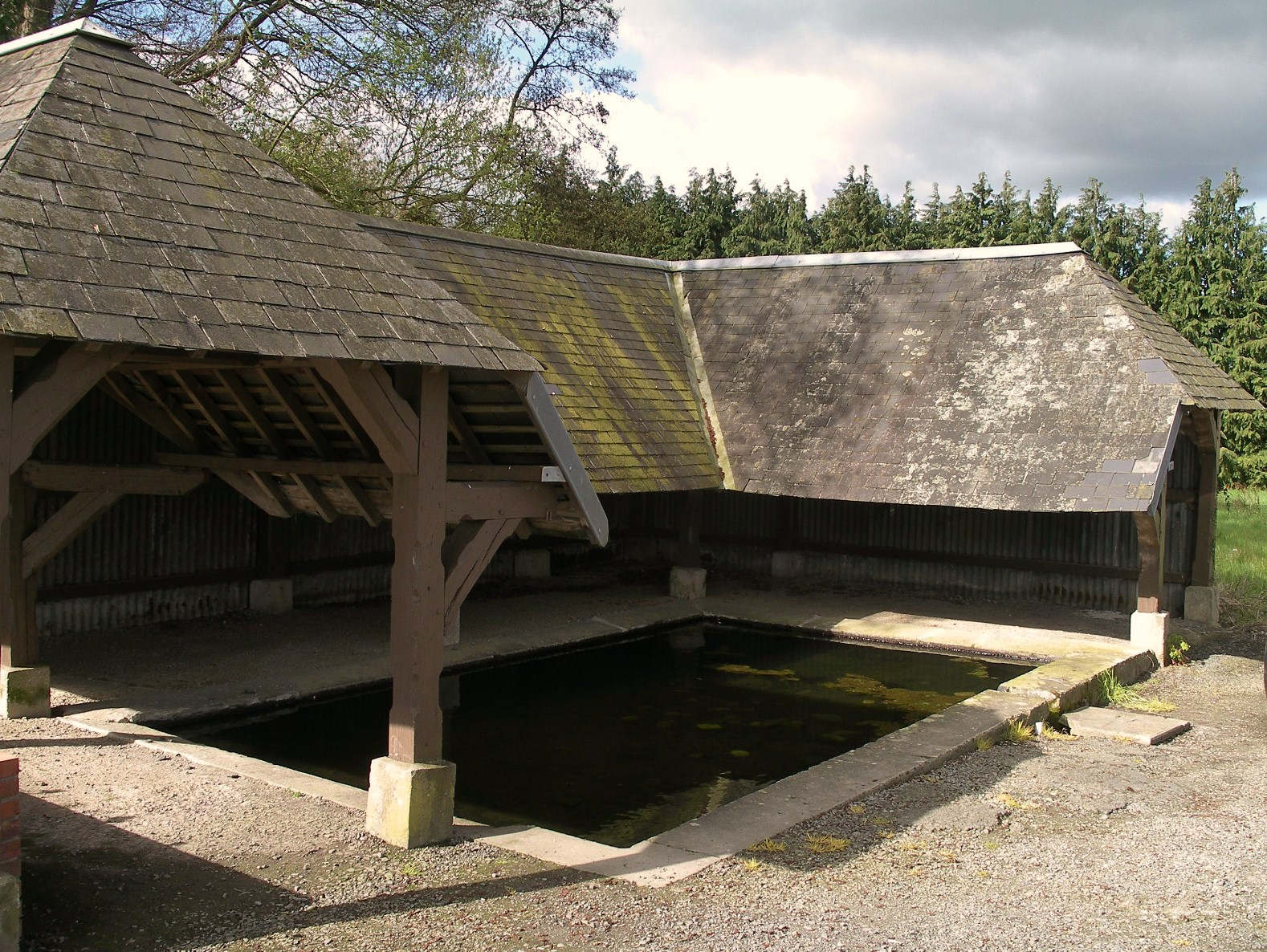
Eines der zwei Lavoirs
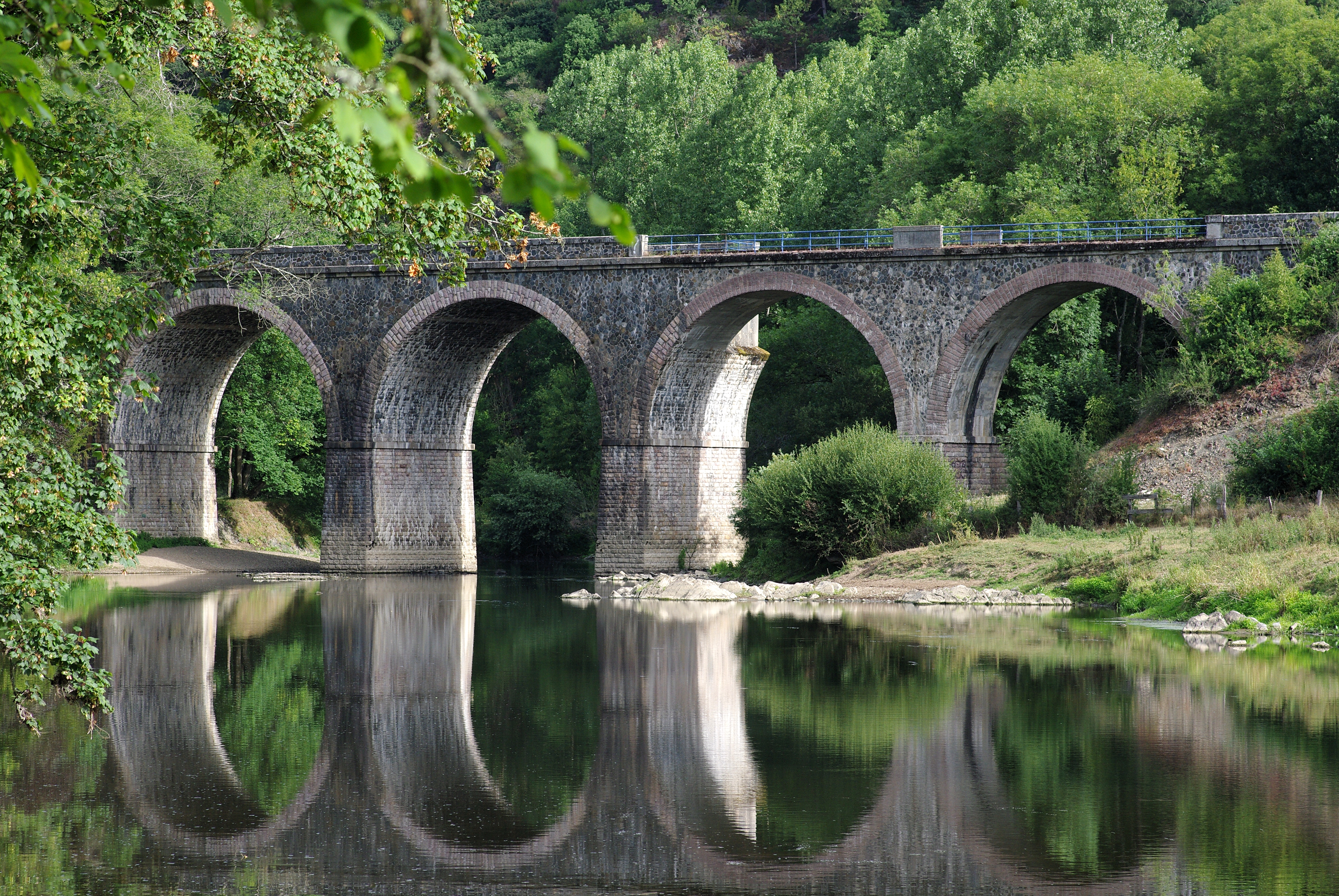
Eisenbahnbrücke über die Orne